# Don Diablo

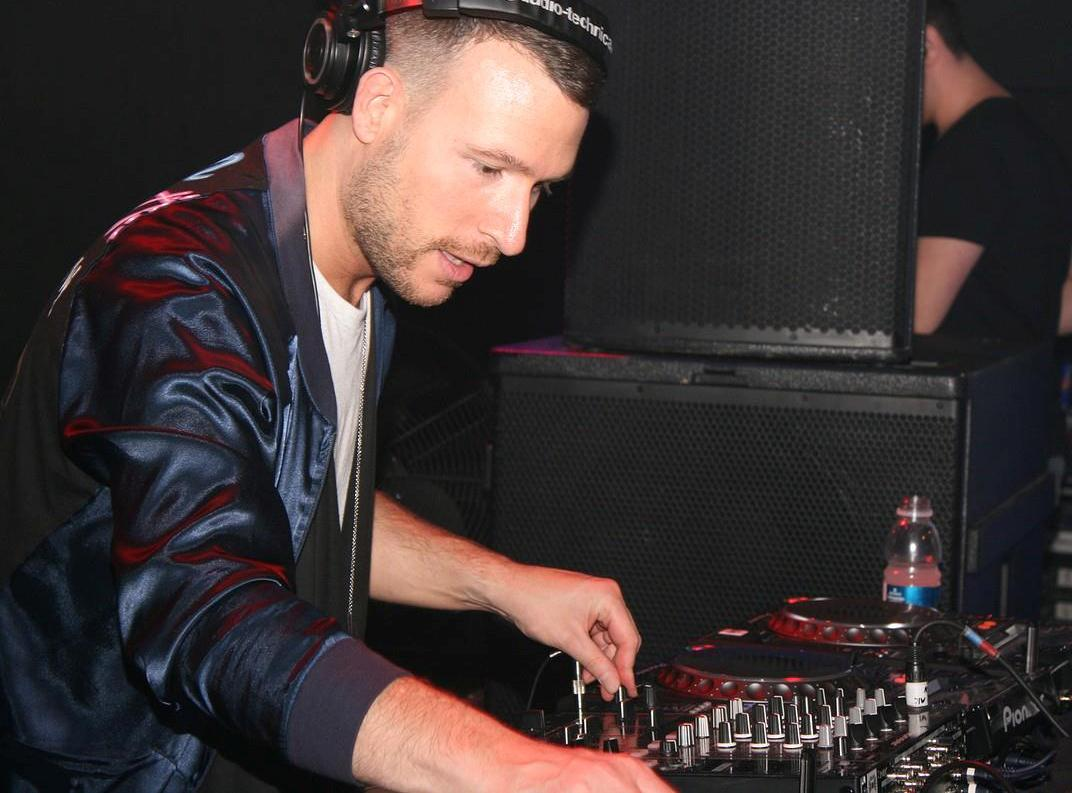
Don Diablo, 2013

Don Diablo (* 27. Februar 1980 in Coevorden, Niederlande; eigentlich Don Pepijn Schipper) ist ein niederländischer DJ und Produzent elektronischer Musik. Er ist für seinen futuristischen Stil der Produktion, den sogenannten Future House, und die Vocals in den meisten Liedern bekannt. Im Jahr 2020 befand sich Don Diablo, wie bereits im Vorjahr, auf Platz 6 der DJ Mag Top 100.

## Leben
Don Pepijn Schipper begann früh mit dem Produzieren elektronischer Musik und unterschrieb seinen ersten Plattenvertrag im Alter von 15 Jahren. Er hatte seitdem weltweit zahlreiche Auftritte als DJ und war für zahlreiche Künstler als Produzent und Remixer tätig. 2005 gründete Don Diablo sein eigenes Label Sellout Sessions. Aufmerksamkeit erregte er danach mit der Single Blow und weiteren Underground-Hits. Schipper hat ein Studium in Journalismus mit dem Bachelor abgeschlossen. Außerdem arbeitete er selbstständig als Kamera-Assistent. Don Diablo hatte einige Auftritte auf großen EDM-Festivals weltweit, darunter das Open-Air-Festival Tomorrowland, Ultra Music Festival oder das Electric Love Festival. Er besitzt ein eigenes Label (Hexagon) und seine eigene wöchentliche Radioshow Hexagon Radio.
Unter dem Namen Camp Kubrick veröffentlicht Schipper, gemeinsam mit dem Sänger Denzel Chain, seit September 2020 Songs im Stil der Popmusik der 80er Jahre.

## Diskografie

### Studioalben
| Jahr | Titel              | Höchstplatzierung, Gesamtwochen, AuszeichnungChartplatzierungen (Jahr, Titel, Platzierungen, Wochen, Auszeichnungen, Anmerkungen) | Höchstplatzierung, Gesamtwochen, AuszeichnungChartplatzierungen (Jahr, Titel, Platzierungen, Wochen, Auszeichnungen, Anmerkungen) | Anmerkungen                            |
| Jahr | Titel              | NL | Dance | Anmerkungen                            |
| ---- | ------------------ | --- | --- | -------------------------------------- |
| 2004 | 2 Faced            | — | — | Erstveröffentlichung: 2004             |
| 2008 | Life Is a Festival | NL37 (2 Wo.)NL | — | Erstveröffentlichung: 24. Oktober 2008 |
| 2018 | Future             | NL92 (1 Wo.)NL | Dance9 (1 Wo.)Dance | Erstveröffentlichung: 2. Februar 2018  |

### EPs
- 2010: Monster (mit Sidney Samson)

### Kompilationen
- 2002: M8 Worldwide Volume Nine – Storming
- 2005: Sellout Sessions 01
- 2008: Sellout Sessions 02
- 2009: Sellout Sessions 03
- 2009: Drive-By Disco
- 2017: Past.Present.Future
- 2018: FUTURE

### Remixalben
- 2007: The Face of a New Generation
- 2018: Reconstructions

### Singles
- 2002: Cloud No. 9
- 2003: Anarchy
- 2003: Useless
- 2004: Fade Away (Round & Round)
- 2005: Blow (feat. The Beatkidz)
- 2006: Never Too Late (To Die)
- 2006: I Need to Know (feat. Shystie)
- 2006: Who’s Your Daddy
- 2007: Stand Up
- 2007: Pain is Temporary, Pride is Forever
- 2007: This Way (Too Many Times) (feat. Bizzey)
- 2008: Give It Up (vs. Public Enemy)
- 2008: Dancefloor Drama #001
- 2008: We’ll Dance (vs. Moke)
- 2008: Music Is My Life (feat. Bizzey)
- 2008: Hooligans Never Surrender
- 2008: Life Is a Festival
- 2009: Streets of Fire (Remix) (mit Grand Jackson)
- 2009: Black Heat (Remix)
- 2009: Audio Endlessly (vs. Viva City)
- 2009: Too Cool for School
- 2009: Disco Disco Disco
- 2009: Hooligans (mit Example)
- 2009: Never Too Late
- 2009: I Am Not from France
- 2010: Teen Scream Machine
- 2010: Who’s Your Daddy
- 2010: Animale (feat. Dragonette)
- 2010: Make You Pop (mit Diplo)
- 2011: Mezelluf
- 2012: Make You Pop (Reprise) (mit Diplo)
- 2012: Silent Shadow
- 2012: Lights Out Hit (feat. Angela Hunte)
- 2012: The Golden Years
- 2012: Cell (aus der Mini-Serie Bellicher: Cel)
- 2012: The Artist Inside (feat. JP Cooper)
- 2012: M1 Stinger (feat. Noonie Bao)
- 2013: Give It All (feat. Alex Clare & Kelis, Remix mit CID)
- 2013: Starlight (Could You Be Mine) (mit Matt Nash feat. Noonie Bao, Remix mit Otto Knows)
- 2013: Prototype (mit CID)
- 2013: Edge of the Earth (aus dem Dokumentarfilm The New Wilderness)
- 2013: Origins (aus dem Action-Adventure Batman: Arkham Origins)
- 2013: Got Me Thinkin’ (mit CID)
- 2014: Black Mask
- 2014: Knight Time
- 2014: AnyTime
- 2014: Back in Time
- 2014: Back to Life
- 2014: King Cobra (mit Yves V)
- 2014: Generations (feat. Roses Gabor)
- 2015: Chain Reaction (Domino) (feat. Kris Kiss)
- 2015: My Window (feat. Maluca)
- 2015: Universe (feat. Emeni)
- 2015: On My Mind
- 2015: Chemicals (mit Tiësto feat. Thomas Troelsen)
- 2015: Got the Love (mit Khrebto)
- 2015: I’ll House You (mit Jungle Brothers)
- 2016: Tonight
- 2016: Drifter (feat. DYU)
- 2016: Silence (mit Dave Thomas Jr.)
- 2016: What We Started (mit Steve Aoki, Lush & Simon feat. BullySongs)
- 2016: Cutting Shapes
- 2017: Switch
- 2017: Children of a Miracle (mit Marnik)
- 2017: Save a Little Love
- 2017: Echos (aus dem Film Kill Switch)
- 2017: Momentum
- 2017: Don’t Let Go (mit Holly Winter)
- 2017: Take Her Place (feat. Arizona)
- 2017: You Can’t Change Me
- 2018: People Say (feat. Paije)
- 2018: Back to Us
- 2018: Everybody’s Somebody (feat. BullySongs)
- 2018: Put It On For Me
- 2018: Believe (feat. Ansel Elgort)
- 2018: Give Me Love (feat. Calum Scott)
- 2018: Higher
- 2018: Head Up
- 2018: Bright Skies (The Bit U Know)
- 2018: Found You
- 2018: Reflections
- 2018: Killer
- 2018: Gangsta Ways
- 2018: Satellites
- 2018: Wake Me When It’s Quiet (mit Hilda)
- 2018: Anthem (We Love House Music)
- 2018: No Good (mit Zonderling)
- 2018: Heaven to Me (feat. Alex Clare)
- 2018: Survive (feat. Emeli Sandé & Gucci Mane)
- 2018: I Got Love (feat. Nate Dogg)
- 2019: You’re Not Alone (feat. Kiiara)
- 2019: Fever (mit CID)
- 2019: Brave (mit Jessie J)
- 2019: The Rhythm
- 2019: The Same Way (feat. Kifi)
- 2019: Never Change
- 2019: Congratulations (mit Brando)
- 2020: We Are Love
- 2020: Bad (feat. Zak Abel)
- 2020: Thousand Faces (feat. Andy Grammer)
- 2020: Kill Me Better (mit Imanbek feat. Trevor Daniel)
- 2021: Into The Unknown
- 2021: Whatchu Do (mit Denzel Chain als Camp Kubrick)
- 2021: Problems (mit JLV & John K)
- 2021: Falling For You (mit Denzel Chain als Camp Kubrick)
- 2021: Eyes Closed
- 2021: Through the Storm (mit Jordan Mackampa)
- 2022: No Piensa
- 2022: All That You Need
- 2024: "Monster" (feat. Felix Jaehn)

### Gastbeiträge
- 2004: The Music and the People (Divided feat. Don Diablo)
- 2005: Easy Lover (Don Diablo pres. Divided)

### Remixe
| - 2013: Nicky Romero vs. Krewella – Legacy (Save My Life) - 2014: The Chainsmokers feat. sirenXX – Kanye - 2014: R3hab & NERVO feat. Ayah Marar – Ready for the Weekend - 2014: Ed Sheeran – Don’t - 2014: Jessie J feat. 2 Chainz – Burnin’ Up - 2014: Marlon Roudette – When the Beat Drops Out - 2015: Alex Adair – Make Me Feel Better - 2015: Lethal Bizzle feat. Diztortion – Fester Skank - 2015: King Arthur feat. Michael Meaco – Belong to the Rhythm - 2015: Blonde feat. Alex Newell – All Cried Out - 2015: Madonna – Ghosttown - 2015: Rudimental feat. Foy Vance – Never Let You Go - 2015: The Wombats – Give Me a Try - 2015: Tiësto & KSHMR feat. Vassy – Secrets - 2015: Jungle Brothers – I’ll House You - 2016: Birdy – Keeping Your Head Up - 2016: BΔSTILLE – Good Grief - 2016: Corderoy – Close My Eyes | - 2016: Rihanna – Love on the Brain - 2016: Ryan Blyth & Duane Harden – Back to You - 2016: DJ Snake feat. Justin Bieber – Let Me Love You - 2017: Zonderling – Tunnel Vision - 2017: The Chainsmokers & Coldplay – Something Just Like This - 2018: Kygo feat. The Night Game – Kids in Love - 2018: Big Pineapple – Another Chance - 2018: Martin Garrix feat. Khalid – Ocean - 2018: MØ feat. Diplo – Sun in Our Eyes - 2019: Panic! at the Disco – High Hopes - 2019: Keanu Silva – King of My Castle - 2019: Mark Ronson feat. Miley Cyrus – Nothing Breaks Like a Heart - 2019: Ellie Goulding – Sixteen - 2019: Zara Larsson – All the Time - 2019: David Guetta & Martin Solveig – Thing For You - 2020: Anne-Marie – Birthday - 2020: The Killers – Mr. Brightside - 2020: Dua Lipa feat. DaBaby – Levitating |

## Auszeichnungen und Nominierungen

### DJ Mag Top 100 Platzierungen
| Jahr | Platz | Information |
| ---- | ----- | ----------- |
| 2014 | 82    | Neueinstieg |
| 2015 | 30    | ↑52         |
| 2016 | 15    | ↑15         |
| 2017 | 11    | ↑4          |
| 2018 | 7     | ↑4          |
| 2019 | 6     | ↑1          |
| 2020 | 6     |             |

## Auszeichnungen für Musikverkäufe
| Goldene Schallplatte - Brasilien - 2024: für die Single Brave - Frankreich - 2022: für die Single Cutting Shapes |

Anmerkung: Auszeichnungen in Ländern aus den Charttabellen bzw. Chartboxen sind in ebendiesen zu finden.
| Land/RegionAuszeichnungen für Musikverkäufe (Land/Region, Auszeichnungen, Verkäufe, Quellen) | Gold     | Platin | Verkäufe | Quellen             |
| -------------------------------------------------------------------------------------------- | -------- | ------ | -------- | ------------------- |
| Brasilien (PMB)                                                                              | Gold1    | —      | 20.000   | pro-musicabr.org.br |
| Frankreich (SNEP)                                                                            | Gold1    | —      | 100.000  | snepmusique.com     |
| Insgesamt                                                                                    | 2× Gold2 | —      |          |                     |